# Pušina
Pušina is een plaats in de gemeente Čačinci in de Kroatische provincie Virovitica-Podravina. De plaats telt 57 inwoners (2001).